# Eros Sciorilli
Eros Sciorilli (Busto Arsizio, 25 novembre 1911 – Milano, 27 giugno 1981) è stato un direttore d'orchestra, compositore e pianista italiano.
È stato autore di quasi cinquecento canzoni, alcune delle quali entrate nella storia della musica leggera italiana come Non pensare a me (brano vincitore del Festival di Sanremo 1967), Sono una donna, non sono una santa e La riva bianca, la riva nera.

## Biografia
Figlio di Ettore Sciorilli, poeta, trasferitosi nelle Marche con la famiglia, studiò pianoforte al Conservatorio Gioachino Rossini di Pesaro dove fu allievo di Amilcare Zanella; iniziò ad occuparsi di musica leggera, scrivendo le prime canzoni folk in dialetto, e nel 1928 partecipò alla prima edizione della Festa della Canzone marchigiana, con la canzone Portu Sagnorgiu te fa 'ncantà (su testo di Rosita Giraldi).
Si trasferì per qualche tempo in Argentina dove suonava il pianoforte nei teatri; tornato in Italia, nel 1932 formò un proprio complesso jazz, con cui si esibì in tutta Europa, fino al 1938, anno in cui venne assunto come collaboratore musicale ed arrangiatore dalla Fonit.
Nel 1941 scrive la musica di Birimbo birambo (su testo di Mario Panzeri e Nino Rastelli), portata al successo da Natalino Otto; la fama come compositore la raggiunse però nel dopoguerra: nel 1945 scrive infatti la musica di In cerca di te (con il testo di Gian Carlo Testoni) che, lanciata da Nella Colombo, diventò un grande successo, reinterpretata nel corso degli anni da moltissimi altri artisti (e nota anche con un altro titolo, Solo me ne vo per la città, dal verso iniziale).
Questo successo gli procura un contratto con le edizioni musicali Metron, con cui pubblicherà per molti anni le sue canzoni.
Nel dopoguerra riforma il suo complesso, con Mirella Zamboni alla voce, Pino Guerra alla chitarra, Raoul Ceroni al trombone, Mirko Barbier alla batteria e al vibrafono, Germano Tellarini al clarinetto e lo stesso Sciorilli al pianoforte.

Il complesso Sciorilli nel 1955: da sinistra a destra: Eros Sciorilli, Pino Guerra, Raoul Ceroni, Mirella Zamboni, Mirko Barbier, Germano Tellarini

Debuttò al Festival di Sanremo nel 1956, con La colpa fu (con testo di Gippi e Luciano Beretta), interpretata da Ugo Molinari.
Partecipò al Festival di Napoli 1959 con Cerasella, interpretata da Gloria Christian e Wilma De Angelis.
Scrisse anche colonne sonore per film, come ad esempio I ragazzi del juke-box, diretto da Lucio Fulci nel 1959.
Nel 1960 accompagnò con la sua orchestra Luciana Gonzales al Festival de la cancion italiana di Buenos Aires, a cui partecipava con il brano Ti credo.
Nel 1961 nasce il figlio Gianluca. Dopo la scomparsa di Eros Sciorilli la moglie Eloisa Spaziani ha sempre vissuto nella memoria del marito insieme ai figli Gianluca ed Ettore. Dedicando la propria vita ai figli e alle nipoti Vittoria, Morgan e Audrey, fino alla sua scomparsa avvenuta il 18 Gennaio 2019
Partecipò al Festival di Sanremo 1962 con I colori della felicità (testo di Leda Ranzato), interpretata da Wilma De Angelis e da una giovanissima Lara Saint Paul, al Festival di Sanremo 1963 con Non costa niente (testo di Giorgio Calabrese e Diego Calcagno), lanciata da Wilma De Angelis e Johnny Dorelli, e al Festival di Sanremo 1964 con L'ultimo tram (testo di Giorgio Calabrese), interpretata da Milva e Frida Boccara.
Ritornò al festival di Napoli nel 1964 con Mo (Me ne vaco a Pusilleco), presentata da Aurelio Fierro e Robertino.
Partecipò a Un disco per l'estate 1965 con I tuoi occhi verdi, con testo di Alberto Testa, che si classificò al secondo posto e divenne il maggior successo di Franco Tozzi. Nello stesso anno partecipò allo Zecchino d'Oro con il brano I miei soldatini.
Nel 1966 partecipò ancora allo Zecchino d'Oro con il brano Il dito in bocca.
Con Alberto Testa stabilì un sodalizio che, nel corso degli anni, diede vita a molte canzoni, tra cui Non pensare a me che, interpretata da Claudio Villa ed Iva Zanicchi, vinse il Festival di Sanremo 1967, Sono una donna, non sono una santa, il maggior successo di Rosanna Fratello (incisa anche dagli Squallor) e La riva bianca, la riva nera, canzone pacifista presentata da Iva Zanicchi a Un disco per l'estate 1971.
Nella seconda metà degli anni '70 si ritirò dall'attività; il figlio Ettore Sciorilli tentò l'attività di cantante, ottenendo un certo successo nel 1977 con Occhi blu. Nello stesso anno Eros partecipò allo Zecchino d'Oro con il brano Nel duemila.
Eros Sciorilli morì a Milano e venne sepolto al locale Cimitero Maggiore.
Nel 2009 la generazione musicale continua con la nipote di Eros Sciorilli e figlia di Ettore Sciorilli, Aurielle Sciorilli cantautrice, che a Milano firma un contratto con Sony Music.

## Elenco parziale di canzoni[2]
| Anno | Titolo                             | Autori del testo                   | Autori della musica              | Interpreti                           |
| ---- | ---------------------------------- | ---------------------------------- | -------------------------------- | ------------------------------------ |
| 1936 | Tulilem blem blu                   | Eros Sciorilli                     | Eros Sciorilli                   | Trio Lescano                         |
| 1936 | C'era una volta il negus           | Enrico Frati                       | Eros Sciorilli                   | Crivel                               |
| 1939 | Danza con me                       | Nino Rastelli                      | Eros Sciorilli                   | Trio Lescano                         |
| 1941 | Birimbo birambo                    | Mario Panzeri e Nino Rastelli      | Eros Sciorilli                   | Natalino Otto                        |
| 1944 | In cerca di te (perduto amor)      | Gian Carlo Testoni                 | Eros Sciorilli                   | Natalino Otto                        |
| 1954 | La mamma dei sogni                 | Giovanna Colombi                   | Eros Sciorilli                   | Luciano Tajoli                       |
| 1956 | La colpa fu                        | Luciano Beretta e Gippi            | Eros Sciorilli                   | Ugo Molinari                         |
| 1959 | Cerasella                          | Enzo Bonagura e Ugo Pirro          | Eros Sciorilli                   | Gloria Christian e Wilma De Angelis  |
| 1959 | I ragazzi del Juke-box             | Enzo Bonagura e Ugo Pirro          | Eros Sciorilli                   | Adriano Celentano                    |
| 1962 | I colori della felicità            | Leda Ranzato                       | Eros Sciorilli                   | Wilma De Angelis e Tanya             |
| 1963 | Non costa niente                   | Giorgio Calabrese e Diego Calcagno | Eros Sciorilli                   | Wilma De Angelis e Johnny Dorelli    |
| 1964 | L'ultimo tram                      | Giorgio Calabrese                  | Eros Sciorilli                   | Milva e Frida Boccara                |
| 1964 | Mo (Me ne vaco a Pusilleco)        | Alberto Testa                      | Eros Sciorilli                   | Aurelio Fierro e Robertino           |
| 1965 | I tuoi occhi verdi                 | Alberto Testa                      | Eros Sciorilli                   | Franco Tozzi                         |
| 1966 | Il dito in bocca                   | Alberto Testa                      | Eros Sciorilli e Nicola Aprile   | Alessandro Ferraro e Angiolina Gobbi |
| 1967 | Non pensare a me                   | Alberto Testa                      | Eros Sciorilli                   | Claudio Villa e Iva Zanicchi         |
| 1967 | Salvé Venesia                      | Franco Cacciatore e Pino Tombolato | Eros Sciorilli e Dario Mateicich | Mariolino Barberis                   |
| 1968 | La bocca, gli occhi                | Alberto Testa                      | Eros Sciorilli                   | Corrado Francia                      |
| 1970 | Stivali e colbacco                 | Miki Del Prete e Fiorenzo Batacchi | Eros Sciorilli e Butrowsky       | Adriano Celentano                    |
| 1971 | Occhi bianchi e neri               | Miki Del Prete e Alberto Testa     | Eros Sciorilli                   | Mau Cristiani                        |
| 1971 | La riva bianca, la riva nera       | Alberto Testa                      | Eros Sciorilli                   | Iva Zanicchi                         |
| 1971 | Sono una donna, non sono una santa | Alberto Testa                      | Eros Sciorilli                   | Rosanna Fratello e gli Squallor      |
| 1972 | Lontano vicino                     | Alberto Testa                      | Eros Sciorilli                   | Graziella Ciaiolo                    |
| 1974 | Il primo che passa                 | Alberto Testa                      | Eros Sciorilli                   | Nancy Cuomo                          |

## Edizioni Musicali Mascotte
Verso la fine degli anni '50 intraprese l'attività editoriale fondando l'Edizioni Musicali "Mascotte" . Pubblicò, in collaborazione con il pianista e compositore Italo Salizzato alcune sue canzoni e diversi brani strumentali tra cui:
Aspettiamo la sera e Pericolosamente dal Concorso Rai Uncla degli anni '73, '74. Dopo il decesso, l'intero repertorio, venne ceduto alle edizioni Mascheroni, ora Sugar Music.